# HTTP File Server
HTTP File Server (HFS) — свободная кроссплатформенная программа, разработанная итальянским программистом Массимо Мелина (Rejetto), позволяющая очень быстро организовать файловый веб-сервер на персональном ПК или сервере.
Изначально программа разрабатывалась для публикации пользователем ОС Windows локальных папок и файлов в компьютерной сети (в т.ч. в Интернет) для доступа к ним через браузер.
HTTP File Server предоставляет возможность выбора папки (или папок) на ПК / сервере которые будут доступным посетителям веб-сайта через Интернет или другую компьютерную сеть. 
Для повышения безопасности можно размещать общедоступные папки на виртуальной файловой системе. Доступ к файлам и папкам можно организовать через как для всех посетителей сайта, так и только для избранных (например, друзей) — в этом случае доступ к файлам будет открыт только после авторизации по паролю. Кроме этого, можно устанавливать ограничения на тип доступных для скачивания файлов (zip, rar и т. п.). Веб-сервер HFS поддерживает докачку файлов, если сессия была прервана до завершения скачивания. Для анализа активности существуют инструменты статистики (в т.ч. в режиме реального времени). 
При использовании нескольких сетевых карт из них можно выбрать ту, на которой будет работать HTTP File Server.
Из дополнительных удобств следует отметить возможность написания комментария к каждой из опубликованной папке, который будет доступен посетителям. 
Скачанное приложение запускается и работает без инсталляции и позволяет организовать доступ к требуемым файлам максимально оперативно - просто сообщив пользователю адрес своего ПК. 

## Достоинства
- Не требуется установка (инсталляция) программы
- Небольшой размер запускаемого файла (2,07 мегабайт)
- Учётные записи пользователей с разграничением прав
- Возможность скачивания/загрузки файлов
- Ограничение скорости трафика

Версии 1.x - 2.x успешно работают в среде ОС Linux посредством Wine.

## Версии
Изначально выпускались HFS версий 1.x - 2.x для ОС Windows. Последняя версия из данной ветки - 2.4.0 RC7.
Впоследствии в 2024 году была выпущена кросс-платформенная третья версия HFS с поддержкой ОС Windows / Linux / MacOS.
HFS 3 полностью переписан на TypeScript и получил встроенный веб-сайт для администрирования. При этом нумерация версий в данной ветке началась заново, с нуля.